# Instance
Nei videogiochi di tipo massively multiplayer online (MMOG), un'instance (istanza) è un'area particolare, generalmente un dungeon, di cui viene generata una nuova copia per ogni giocatore o gruppo di giocatori che vi entra.

## Utilità delle instance
A differenza dei giochi a giocatore singolo, dove i giocatori interpretano il solo personaggio al centro dell'intera avventura, nei videogiochi di tipo MMOG essi si trovano in una situazione dove il gioco non ruota più attorno a loro, e vi sono decine, quando non centinaia o più, di altri giocatori che devono "uccidere il mostro che terrorizza il paese" o "recuperare il magico artefatto per salvare il mondo". Viene così a crearsi una competizione, in cui lo stesso obiettivo è perseguito da più persone: il problema era evidente nel gioco EverQuest, dove gruppi di giocatori finivano spesso per scontrarsi e molestarsi in uno stesso dungeon. L'introduzione delle instance risolse in buona parte tali problemi, impedendo a giocatori non alleati di venirsi a trovare nella stessa zona.
La riduzione dell'eccessiva competizione nel gioco porta anche ad un abbassamento di comportamenti come il kill stealing, il camping e il ninja looting. In diversi MMOG, le instance contengono mob più forti e drop migliori del normale. Possono inoltre essere soggette a restrizioni riguardanti il numero o il livello dei giocatori che vi entrano.

### Considerazioni tecniche
La partecipazione dei giocatori alle instance, che sono zone separate dai server di gioco, riduce la popolazione di questi ultimi, diminuendo la quantità di lavoro dei server e dei client, vista la minore interazione fra i giocatori e il gioco. Visto che i giocatori nelle instance non necessitano di essere aggiornati su ciò che accade al di fuori, e viceversa, vi è un calo delle informazioni da elaborare e quindi della lag per i giocatori

## Le instance nei videogiochi
Il primo utilizzo delle instance si ebbe forse nel MMORPG The Realm Online, uscito nel 1996. L'utilizzo in quel caso era estensivo, ed ogni battaglia si svolgeva in una stanza istanziata dal resto del mondo virtuale.
Vanguard: Saga of Heroes non utilizza il sistema delle instance. Tuttavia, tramite un sistema denominato Advanced Encounter System (AES, non implementato nel gioco inizialmente), alcuni boss possono essere attivati una volta entrati in un'area, e sono di conseguenza legati al giocatore o al gruppo di giocatori che ne hanno causato l'apparizione; altri giocatori non hanno modo di interagire con quel mob.
In RuneScape, le instance sono utilizzate soprattutto per lo svolgimento delle quest, impedendo ad altri giocatori di interferire col loro svolgimento, nonché in alcuni minigiochi.

### In World of Warcraft
Il sistema delle instance è stato implementato nel MMORPG World of Warcraft fin dalla sua uscita. Ad essere istanziati erano tutti i dungeon. In World of Warcraft, esistono due diverse classificazioni per le instance, i dungeon e i raid:
- Dungeon: i dungeon sono instance pensate per gruppi non più numerosi di 5 persone, che possono essere completamente esplorate in circa un'ora di gioco[3]. A parità di livello, i mob situati nei dungeon sono, salvo eccezioni, più potenti di quelli che si trovano normalmente all'esterno, ed anche i drop sono considerevolmente migliori[3].
- Raid: i raid sono dungeon con un maggiore grado di difficoltà, pensati per gruppi da 10 o 25 giocatori[3], sebbene ne esistano anche da 40. I mob e gli artefatti più potenti del gioco si trovano in raid[3].

Inoltre, tale sistema è utilizzato anche per i battleground, zone specificatamente dedicate al PvP, e dall'uscita di Wrath of the Lich King si è diffuso il loro uso anche per lo svolgimento di quest ed eventi importanti (come la battaglia per Sepulcra).